# 還有機會說再見 (電影)
是一部于2017年上映的美國青少年劇情片，由萊·羅索-楊恩執導，並改編自勞倫·奧利佛于2010年所創作的同名小説。電影由柔伊·德區、荷絲頓·塞奇、洛根·米勒、吉安·勞莉、珍妮佛·貝爾、迪亞哥·伯尼塔和愛琳娜·坎普里斯擔綱主演。
2017年1月21日，電影在日舞影展首度上映，並于2017年3月3日由開路影業在美國影院上映。《還有機會說再見》在上映後收穫了影評人褒貶不一的評價，其全球票房收入逾1千500萬美元，而製片預算則逾500萬美元。根據《IndieWire》的查證，《7刻時空》是2017年其中一部最高票房的獨立電影。

## 劇情
薩曼莎·金斯敦（柔伊·德區飾）在丘比特日（2月12日）醒來。她被她的朋友琳賽（荷絲頓·塞奇飾）、阿莉（辛西亞·吳飾）和埃勒迪（梅達利翁·拉希米飾）拉起，埃勒迪取笑她在當晚將童貞給了其男友勞勃（吉安·勞莉飾）。在上課期間，薩曼莎收到了一朵玫瑰和一張不客氣的紙條，這是他男友送的。她還收到了一朵淡色玫瑰和一張紙條暗示送她禮物之人是肯特（洛根·米勒飾）。他之後邀請她去派對。在午餐期間，一群女孩在取笑朱麗葉（愛琳娜·坎普里斯飾），一名被他們視爲「神經病」的不合群女生。派對期間，朱麗葉出現，但貌似并未受到邀請。琳賽攔住她並打了她兩頓，朱麗葉因此流著眼淚離開。正當薩曼莎和她的朋友從派對開車回家時，車撞到一些東西並損毀，似乎殺了他們一行人。
薩曼莎再次從丘比特日醒來。她認爲昨晚發生的事情只是噩夢一場，薩曼莎繼續過著這一天並發現同樣的事情在發生，接著他們再次在離開派對后撞車。薩曼莎再一次從同一天醒來。她開始意識到自己陷入時間循環，並説服朋友留宿而不是去派對來嘗試避免意外發生。雖然避開了意外，然而他們之後發現當晚朱麗葉自殺。儘管避開了撞車事件，薩曼莎還是在同一天醒來。她認爲這場循環貌似不會被打破，開始對她身邊的每一個人生氣地作出回應，並對朋友和家人無禮。在派對時，她和勞勃發生了性關係，但對過程並不享受。薩曼莎跑進去肯特的房間並崩潰地哭泣。肯特找到她開始安慰她，並讓她繼續呆在其房間裏。
翌日，她蹺了課並與其妹妹共度。在派對時，薩曼莎親了肯特。她從禮堂聽到了琳賽和朱麗葉之間的打架聲，並在朱麗葉穿越森林時向她跑去。薩曼莎嘗試追上朱麗葉，然而卻跳向了琳賽的車前，這嚇到了薩曼莎並讓她意識到朱麗葉就是當天被撞到的東西。薩曼莎再次醒來，但是這時的她感到平靜和理解，並明白到她必須停止這場循環。她比第一次更友善和體貼來度過這天。她還與勞勃分手並告訴肯特她有一個「秘密」要向他傾訴。在派對時，薩曼莎告訴肯特她愛他。她再次嘗試拯救朱麗葉，而當朱麗葉嘗試跑去車前時，薩曼莎深信命運，並將朱麗葉推走，最終被汽車撞死並停止了整個循環。薩曼莎死后，其樂于助人的記憶以蒙太奇手法在腦中播放。朱麗葉深受觸動和感動，並向薩曼莎不朽的身體説道她救了她，然而薩曼莎的靈魂卻説不，是朱麗葉救了她。

## 演員
演員列表來自IMDb。
- 柔伊·德區 飾演 薩曼莎·金斯敦
- 埃麗卡·特蘭姆雷 飾演 埃澤·金斯敦
- 荷絲頓·塞奇 飾演 琳賽·埃奇库姆
- 羅根·米勒 飾演 肯特·麦克弗勒
- 辛西亞·吳 飾演 阿莉·哈里斯
- 吉安·勞莉（英语：Kian Lawley） 飾演 勞勃·科克兰
- 珍妮佛·貝爾 飾演 薩曼莎母親
- 梅達利翁·拉希米（英语：Medalion Rahimi） 飾演 埃勒迪
- 迪亞哥·伯尼塔 飾演 戴姆勒老師
- 愛琳娜·坎普里斯（英语：Elena Kampouris） 飾演 朱麗葉·賽克斯
- 麗芙·休森 飾演 安娜·卡圖舒
- 尼古拉斯·利（英语：Nicholas Lea） 飾演 丹·金斯敦
- 克萊爾·科利特（英语：Claire Corlett） 飾演 惡魔丘比特
- 籮安·柯蒂斯 飾演 瑪麗安·賽克斯

## 製片
2010年7月15日，二十世紀福斯在青少年小説《還有機會說再見》出版當年就買下了該電影製作版權。瑪麗亞·梅根緹收到聘請來改編小説成電影劇本，而喬納森·謝斯塔克和金妮·彭尼坎普共同籌劃電影。影片是關於一位高中學生不斷在同一天重生直到她將其生命中的所有事做得正確。2011年，劇本被黑名單列爲「最佳未製作電影劇本」。而萊·羅索-楊恩則擔任電影導演。2015年9月15日，製片商宣佈柔伊·德區將飾演電影主角薩曼莎·金斯敦。布萊恩·羅賓斯和麥特·卡普蘭透過他們的Awesomeness影業來加入製片商行列，並與謝斯塔克一起于2015年10月晚期共同開始製作。2015年10月27日，製片商宣佈大部分演員，其中包括荷絲頓·塞奇、洛根·米勒、吉安·勞莉、迪亞哥·伯尼塔和愛琳娜·坎普里斯。Good Universe在美國電影市場展負責電影的國際銷售。2015年11月13日，珍妮佛·貝爾加入電影並飾演薩曼莎母親。2015年11月20日，麗芙·休森加入電影並飾演安娜·卡圖舒。亞當·泰勒負責電影的配樂。

### 拍攝
主體拍攝始于2015年11月16日，地點位于不列顛哥倫比亞省斯闊米甚的奎斯特大学。電影還在溫哥華附近取景。拍攝于2015年12月19日殺青。

## 發行
2016年5月，開路影業取得電影的美國分銷權。2017年1月21日，《還有機會說再見》在日舞影展世界首度上映。電影原本打算于2017年4月7日發行，但是卻移至3月3日。《還有機會說再見》還于2017年7月18日發行至意大利的吉福尼電影節。

### 家用媒體
2017年5月30日，《還有機會說再見》由環球影業家用娛樂在美國以DVD和藍光光碟發行。

## 反響

### 票房
《還有機會說再見》在美國和加拿大地區收穫1,220萬美元的票房，加上其他地區所收穫的350萬票房，全球票房為1,580萬美元，而其製片預算則是500萬美元。
在美國和加拿大，《還有機會說再見》與《天堂小屋》和《羅根》共同開畫，而首周周末成績為400萬美元。次周開畫成績為490萬美元，而根據Deadline.com的票面價值預算，這是一個令人失望的數據。雖然電影的製片預算是500萬美元，但是在電影宣傳上的話費估算大約2,000萬，所以意味著開畫1,300萬美元會視爲商業成功。電影的第二周周末成績為310萬，下降了34%並票房排名再次名列第六名。

### 影評
爛番茄上收集的105篇專業影評文章中，「新鮮度」為65%，平均得分5.8分（滿分10分）。該網站對電影的共識性評價寫道「《還有機會說再見》的常見因素被新鮮的YA視角和新血柔伊·德區的强大演出變得更加有趣生動。」Metacritic上的31篇評論文章，平均分為58分（滿分100分），綜合結果為「混合或中等評價」。CinemaScore根據民意調查，觀衆平均評價于A+至F間落於「B」。
《Uproxx》的艾比·班德給了該片好評並讚賞萊·羅索-楊恩的導演能力，寫道「雖然《還有機會說再見》期間有許多引人入勝的吸引本質和少女時代場景，但是最後那幕犧牲的片段實在令人失望，因爲這太過於沉重了。」AllMovie給了2.5顆星（滿分5顆），而RogerEbert.com的蘇珊·沃什奇纳給了3顆星（滿分4顆）。

## 獎項和提名
電影獲得2017青少年選擇獎電影選擇獎：劇情片提名。戲中演員也同時提名了數個獎項，柔伊·德區提名電影選擇獎：劇情片女演員，而吉安·勞莉獲得了電影選擇獎：劇情片男演員。

## 外部連結
- 官方網站 （页面存档备份，存于）
- 互联网电影数据库（IMDb）上《還有機會說再見》的资料（英文）